# Джудзянкоу
Джудзянкоу (на китайски: 象州县; на английски: Xiangzhou Bay) е залив в северната част на Южнокитайско море, край бреговете на Южен Китай, в провинция Гуандун. Вдава се в сушата на север на 63 km, ширината на входа му е 31 km, дълбочината му достига до 26 m. В западната му част се влива един от ръкавите на делтата на река Сидзян, а от север – река Дундзян. В него има множество малки острови – Даюйдао (загражда залива от югоизток), Сяошаао, Нейлиндин и др. и пясъчни плитчини. Приливите са смесени, с височина до 2,5 m. Бреговете му са гъсто населени, като броят на населението надхвърля 47 млн. души. На югоизток, на брега на полуостров Дзюлун са разположени градовете Хонконг и Дзюлун, на югозападния бряг – Макао (Аомън), а на северния – Гуанджоу (Кантон).